# Ålstensgatan

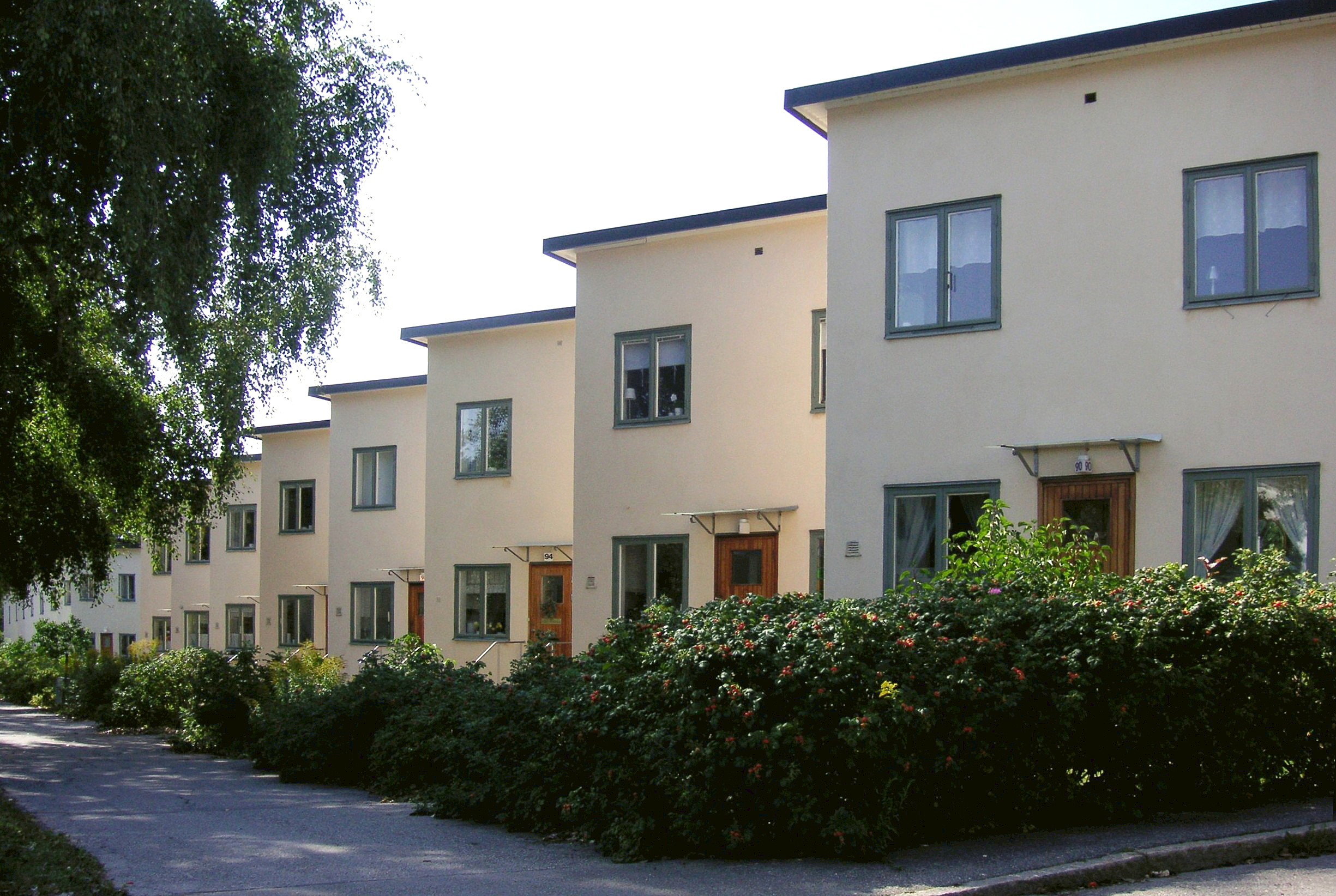
Ålstensgatans radhus.

Ålstensgatan är en gata i stadsdelen Ålsten i södra Bromma, Västerort i Stockholm. Gatan sträcker sig i en rät linje från Ålstensskolan i norr till Alviksvägen och Ålstensängen i söder. Kring den norra delen finns butiker, spårvagnshållplats och flerfamiljshus. Vid Ålstensgatans södra del ligger de funktionalistisk gestaltade radhusen som byggdes 1932-33 av Olle Engkvist efter ritningar av arkitekt Paul Hedqvist. De är blåmärkta av Stadsmuseet i Stockholm, vilket innebär "att bebyggelsen bedöms ha synnerligen höga kulturhistoriska värden".

## Allmänt

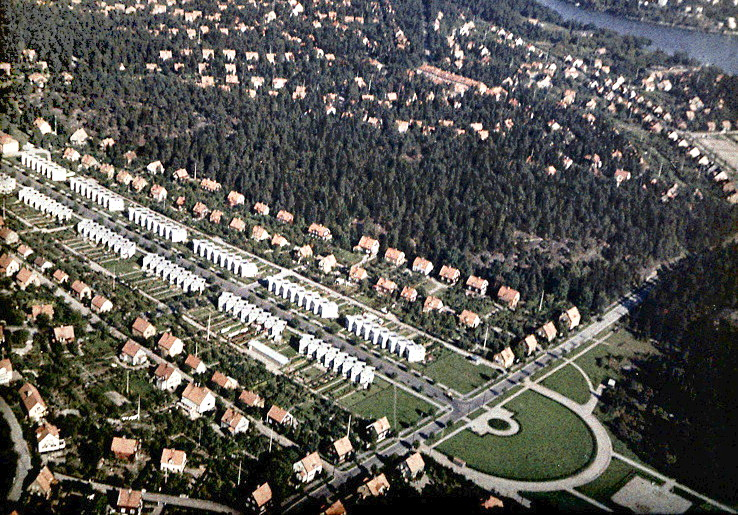
Flygbild över Ålsten med radhusen 1936.

Marken i Ålsten förvärvades 1905 av Stockholms stad. Stadsdelen Ålsten och Ålstens villaområde började bebyggas mot slutet av 1920-talet. Omkring 1934 blev de sista villorna färdiga. Området mellan Västerled och Nyängsvägen fick dock sina villor först 1938. Till Ålstensområdet räknas också naturreservaten Ålstensskogen och Ålstensparken.
Ålstensgatans numrering utgår från norr vid Ålstensskolan och Nyängsvägen. Ålstensgatans hela längd är cirka 750 meter. Den cirka 350 meter långa sträckan mellan Ålstensskolan och fram till radhusen är Ålstensgatan en gata med flerfamiljshus i två eller tre våningar, så kallade lamellhus, och en spårvagnshållplats. Denna del av gatan är litet bredare och kantad med breda trottoarer. I den övriga sträckningen, vid Ålstensgatans nedre del, cirka 400 meter lång, kantas gatan på båda sidor av de funktionalistiska radhusen från 1930-talet med förgårdar, gångbanor, plantering och körbana och inramas av den ståtliga allén av poppelträd och päronträd.

## Tidiga planer

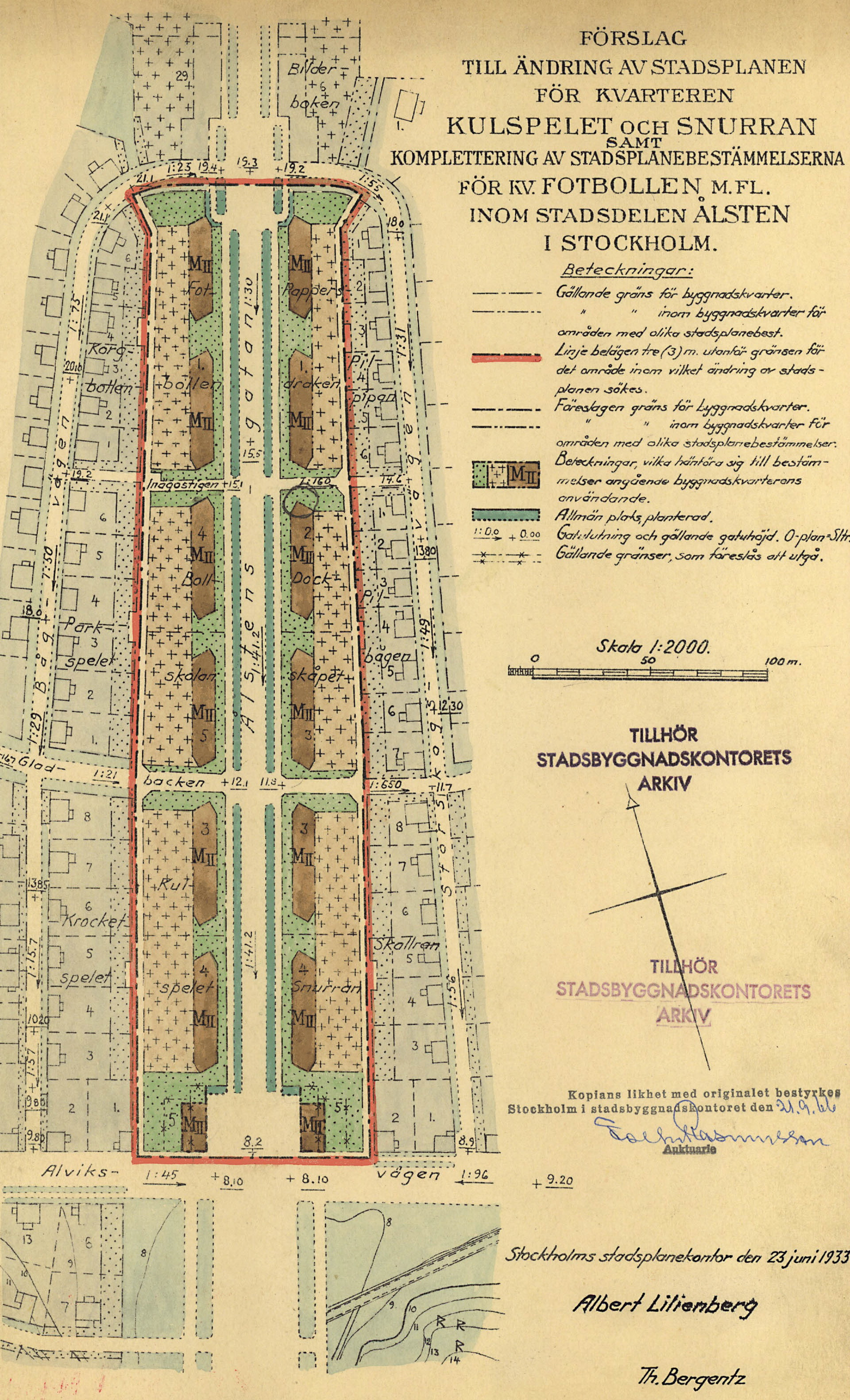
Stadsplanen från 1933.

Ålstensgatan var ursprungligen avsedd att bli en centrumgata i stadsdelen av snarast monumental karaktär. Bostäder i radhusform skulle uppföras för Stockholms stads tjänstemän utefter gatan. I skissförslaget behandlades Ålstensgatan som en verklig paradgata. I ena fonden hade gatan försetts med en monumentalbyggnad, som skulle fungera som ett medborgarhus eller liknande. Det tilltänkta medborgarhuset skulle förses med föreläsningssalar och konstgallerier. Framför byggnaden var det tänkt att ha en öppen plats, där även spårvagnshållplatsen skulle ligga.
I gatans södra ände vid Mälaren, skulle en hamnplats anordnas. Anläggandet av en stor hotell- och turistanläggning förordades även i anslutning till denna hamnplats. Orsaken till detta omfattande arrangemang var dels att det skulle bidra till att höja områdets status, och dels till att öppna huvudstadens relation till Mälarlandskapen. Detta skulle bli stadens port till Mälaren. 1920-talet var också en tid när ångbåtstrafiken fortfarande tillmättes en stor betydelse som transportmedel. Idén föll på grund av de höga kostnaderna.

## Ålstensgatans radhus

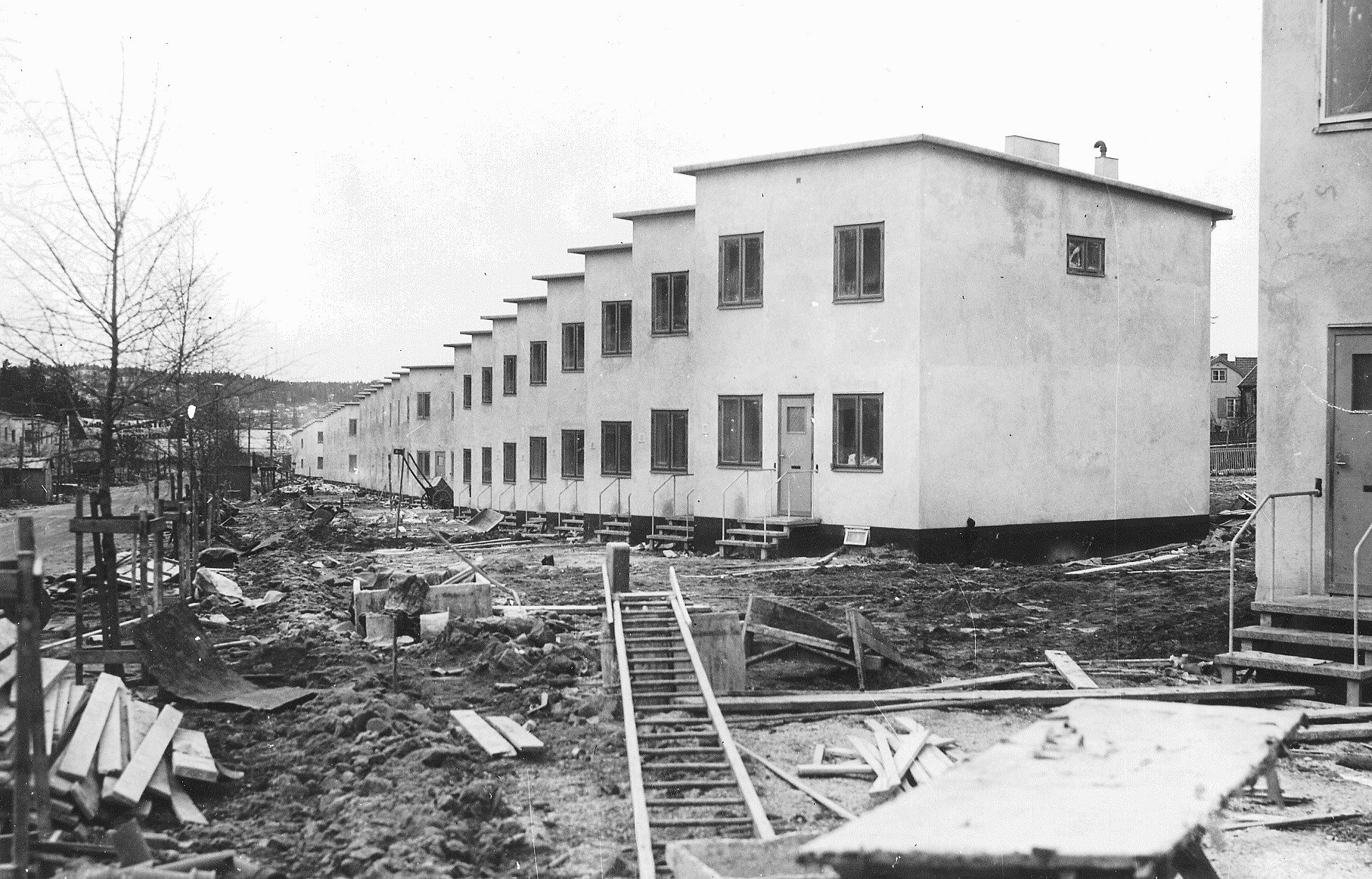
Ålstensgatans radhus (västra längan) under uppförande, 1932.

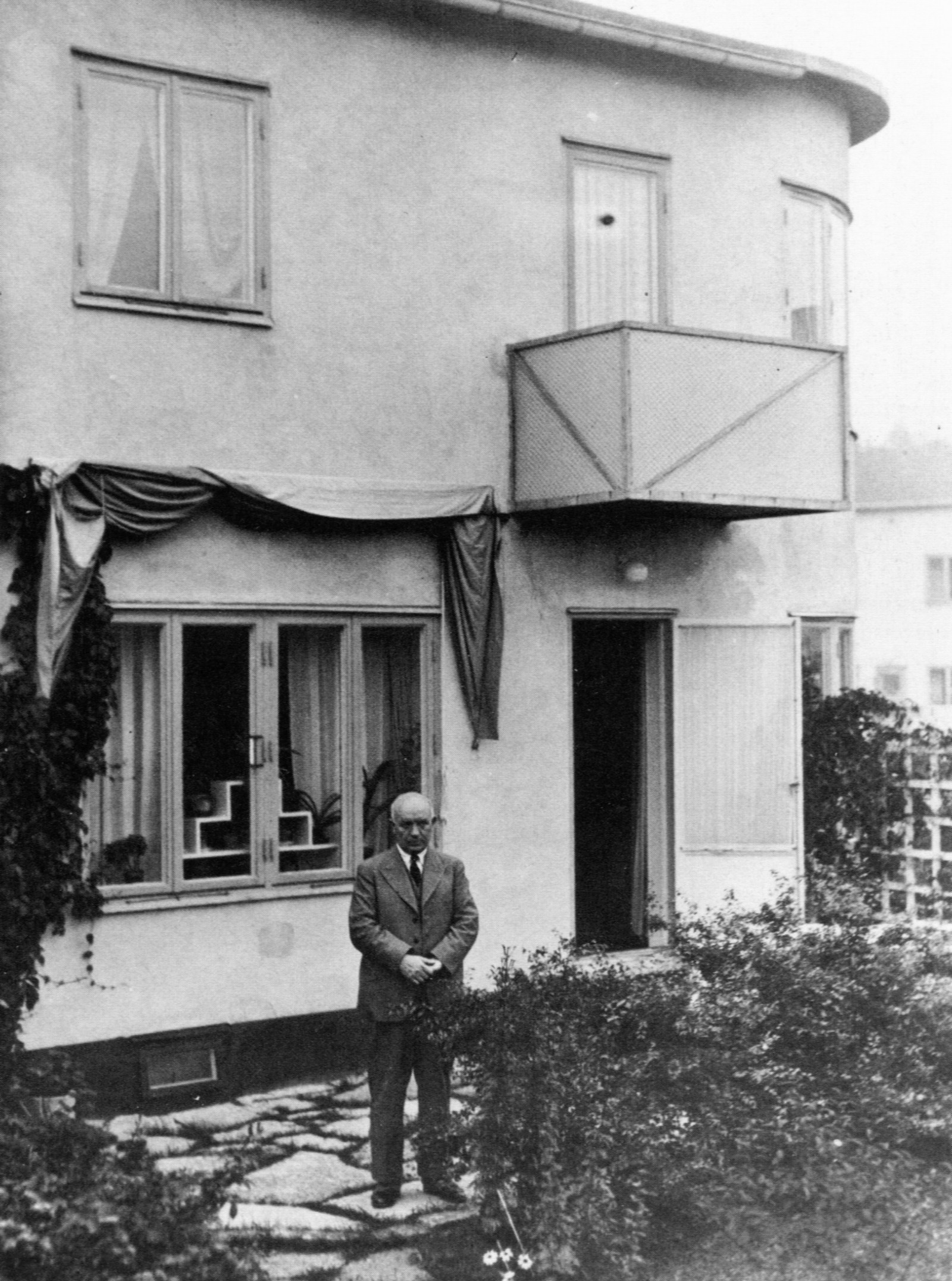
P. A. Hansson vid sitt radhus före 1936.

En reviderad stadsplan för Ålstensgatans södra del, undertecknad av Albert Lilienberg och  Thure Bergentz, vann laga kraft 1933. Planen omfattade sex kvarter: Fotbollen, Pappersdraken, Bollskolan, Dockskåpet, Kulspelet och Snurran. Bebyggelsen skulle bestå av radhus. Dessa uppfördes 1932–1933, alltså innan den reviderade stadsplanen fastställdes.
Byggmästare och den som ansvarade för investeringen var Olle Engkvist. Arkitekt var Paul Hedqvist som redan tidigare hade engagerat sig i projektet vilket idag hör till hans mest kända bostadsområden. Han producerade en lång rad skisser till dessa radhus som uppvisar en provkarta på olika formidéer från tjugotalsklassicism till funktionalism, samtidigt som Stockholmsutställningen 1930 pågick. I ett tidigt skede var även Hedqvists medarbetare David Dahl med i skissarbetet. Båda arkitekterna prövade exempelvis en lösning med en radhuslänga där husen saxades inbördes. Den slutgiltiga lösningen blev en mycket kompakt bebyggelse med 94 ljusputsade radhus i 12 längor och i en för tiden ny stram funktionalistisk stil. Husen är inbördes i 45 grader snedställda så att de bildar en sicksacklinje och samtidigt gav bättre utsikt mot söder och en skyddat uteplats i trädgården.
Husen, i två våningar med hel källare under ett svagt sluttande pulpettak, uppfördes i ett högt tempo och redan efter tre månader var samtliga hus under tak. När de var nya blev de ett kontroversiellt inslag i villaförorten och många förlade sina promenader till Ålstensgatan för att se på "fågelholkarna". Husen grundlades till större delen på lera som gör att bebyggelsen rör sig sakta ner mot Mälaren. Man var tidigt medveten om problemet och avstod därför från att bebygga de båda tomterna ner mot Alviksvägen som stadsplanerna från 1933 och 1947 medgav.

### Utställning och kostnad
Innan området var helt klart ordnades en bostadsutställning genom Svenska slöjdföreningen. Utställningen hette "Det moderna svenska hemmet" och pågick under tiden 4 mars - 26 mars 1933. Sju av husen möblerades för att locka till köp. Det var en propagandautställning för rationell bostadsgestaltning och den förevisades innan de färdigbyggda radhusen bjöds ut på marknaden i sju av de färdigställda lägenheterna (nr 74-86). Olika möbeltillverkare hade fått i uppdrag att möblera upp utställningslägenheterna med sina produkter. En informationsbroschyr, som gavs ut hette Ett nytt och bättre sätt att bo – Radhusen i Ålsten.
De små radhusen med bostadsrätt var inte helt lättsålda. År 1933, när de var inflyttningsklara, kostade en lägenhet 21 000 kronor vilket motsvarar drygt 650 000 kronor i 2018 års penningvärde. Kontantinsatsen var 3 000 kronor och årshyran 1 900 kronor. Idag är det status att bo i ett av Per-Albinhusen. År 2015 såldes ett av dem för 13,2 miljoner kronor vilket var det dittills högsta priset för ett radhus i Sverige.

### Radhusens interiörer
Den funktionsanpassade arkitekturen går också igen i byggnadernas interiörer. Husen såldes som bostadsrättslägenheter med "ordentliga utrymmen utan onödig lyx och till hyggligt pris". Radhuslägenheterna är relativt små till ytan, men innehåller trots det förhållandevis många rum och rumstyper. Boytan är 86 kvadratmeter i två våningar ovan jord och ytterligare 42 kvadratmeter i källaren. På entréplan finns kök och sällskapsutrymmen, såsom vardagsrum och ett litet rum, som bland annat var avsett som matrum. Från bottenvåningen fanns också utgång till trädgården samt en "friluftsplats".
På övre våningen finns tre sovrum och ett litet badrum. I källaren ligger ytterligare ett rum som kallas "kontor" på ritningen och kan disponeras efter familjens behov, till exempel som allrum eller sovrum. I källaren fanns även pannrum, matkällare och tvättstuga. Varje syssla i hemmet och varje familjemedlem skulle ha en möjlighet att få ett eget rum.

### Per-Albinhusen
Radhusen på Ålstensgatan kom senare att kallas Per-Albinhusen efter att Olle Engkvists gode vän, statsminister Per-Albin Hansson, beslutat att bosätta sig där på adressen Ålstensgatan 40. Han fick ett gavelradhus i kvarteret Fotbollen som var något större än de övriga och känns igen på den halvrunda utbyggnaden mot söder. Ingången från sidan skiljer sig också från de andra radhusen, men den ändringen genomfördes först efter Per Albins död. 1936 tillbyggdes även husets vardagsrum med ett extra rum mot trädgården som kunde avskiljas med hjälp av skjutdörrar. Ovanpå tillbyggnaden anordnades en veranda till stora sovrummet. Den lilla balkongen försvann samtidigt. Ett foto visande Hansson vid sitt radhus togs innan utbyggnaden och verandan tillkom.
Hansson avled av en hjärtinfarkt vid Ålstensgatans spårvagnshållplats i samband med att han steg av spårvagnen på vägen hem från arbetet den 6 oktober 1946. Vägen vid Ålstensängens västra sida söder om Alviksvägen, den korta vägen som går förbi korsningen vid Vallarestigen 4 och ner till Mälaren där tidigare Ålstens ångbåtsbrygga låg, är nu döpt till Per Albins Väg.

## Bilder

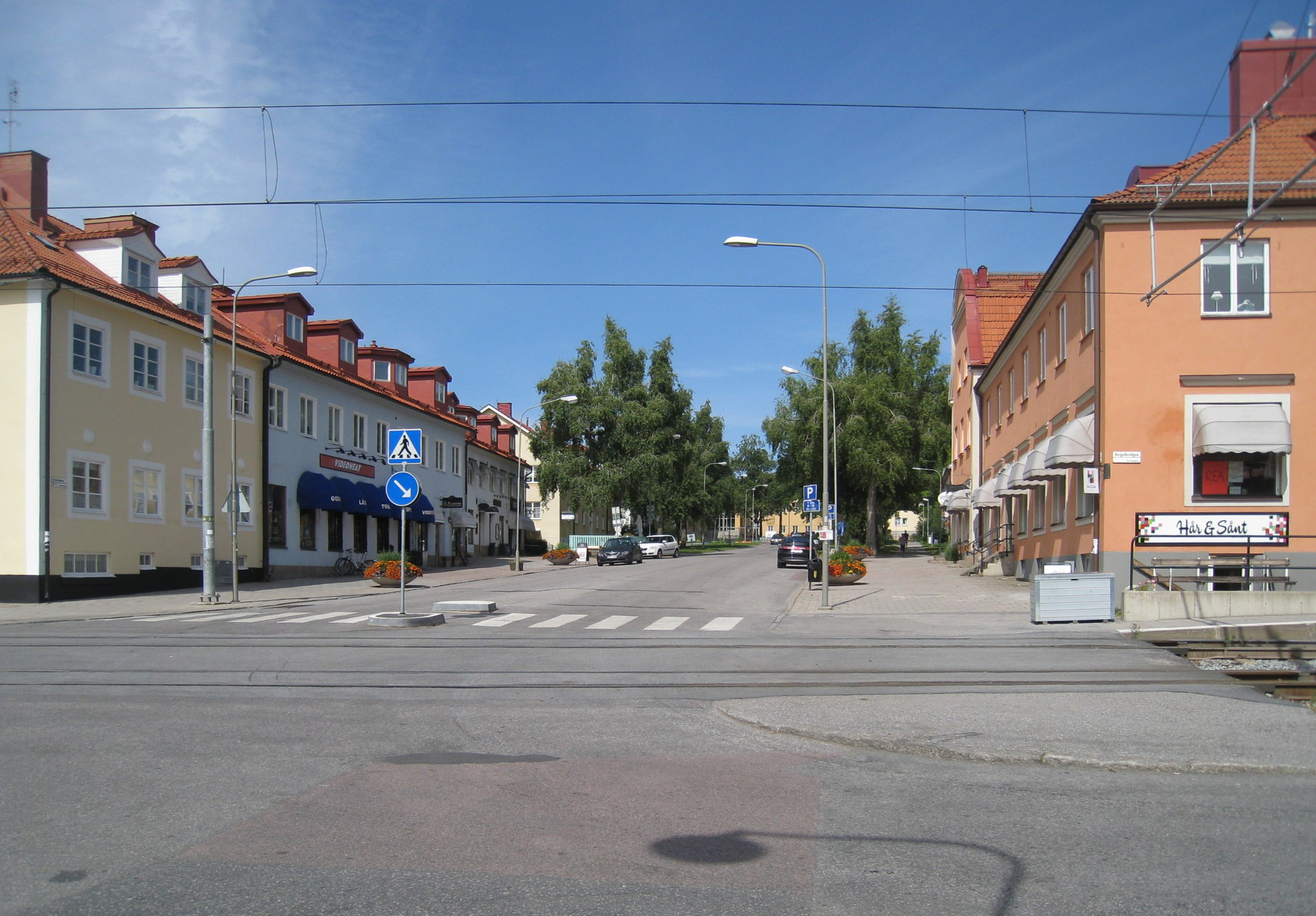
Ålstensgatans norra del, 2012.
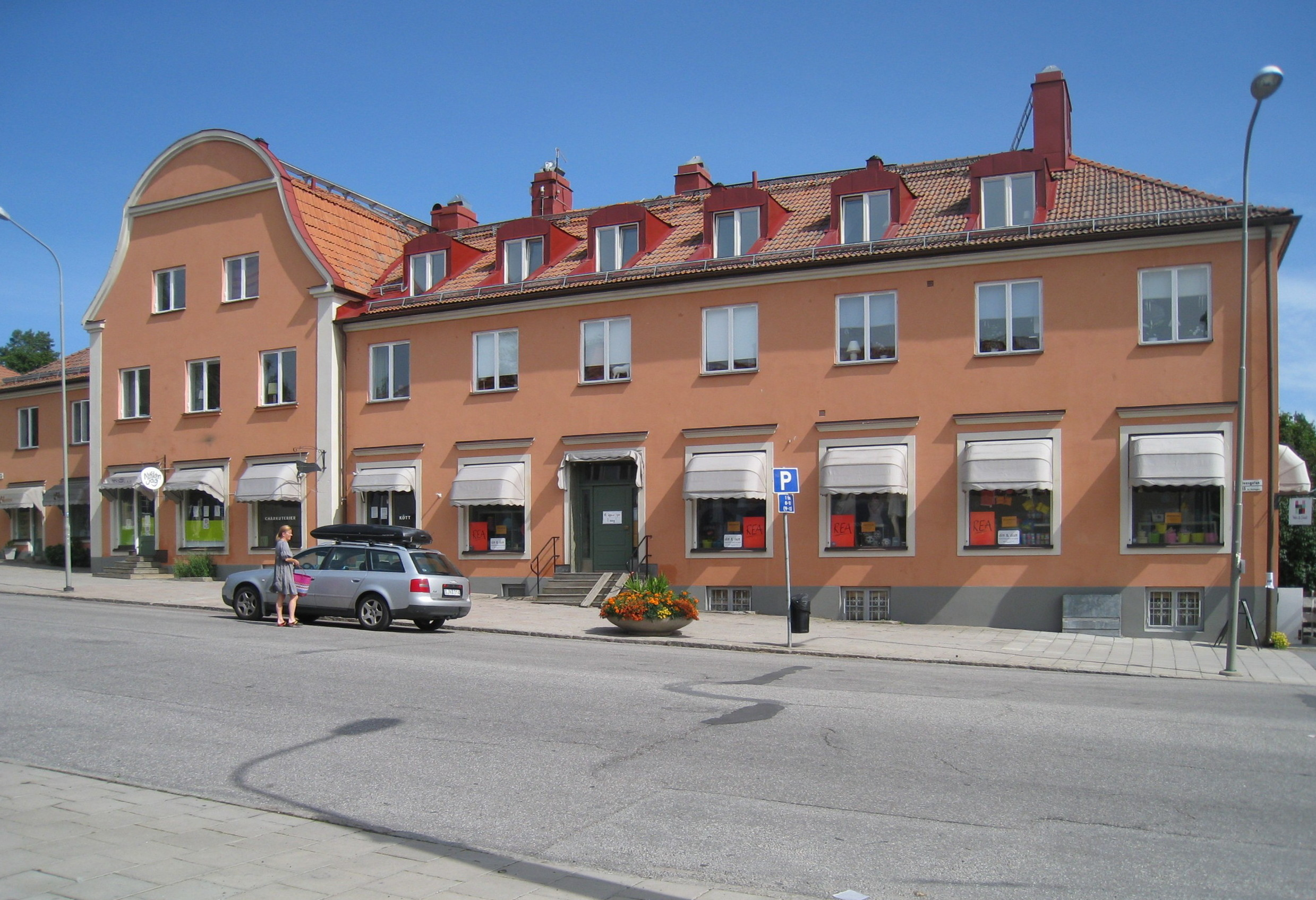
Ålstensgatans norra del, 2012.
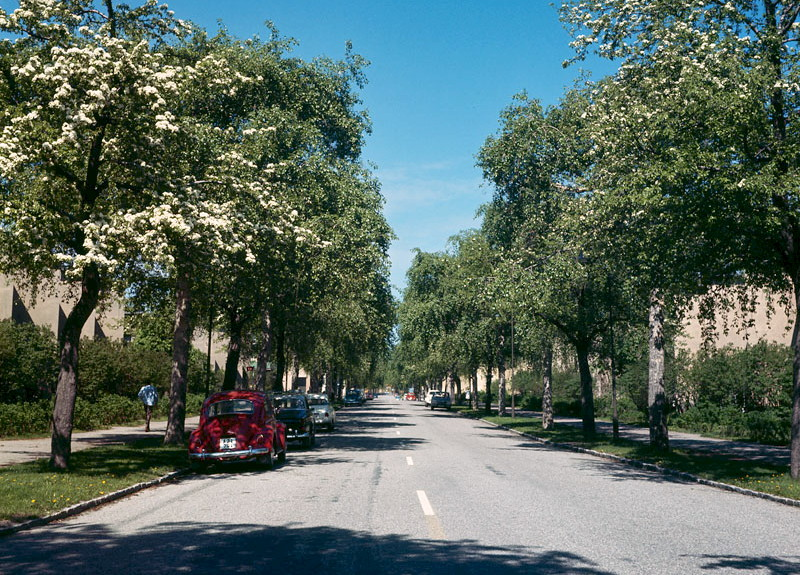
Ålstensgatans radhus, 1967.
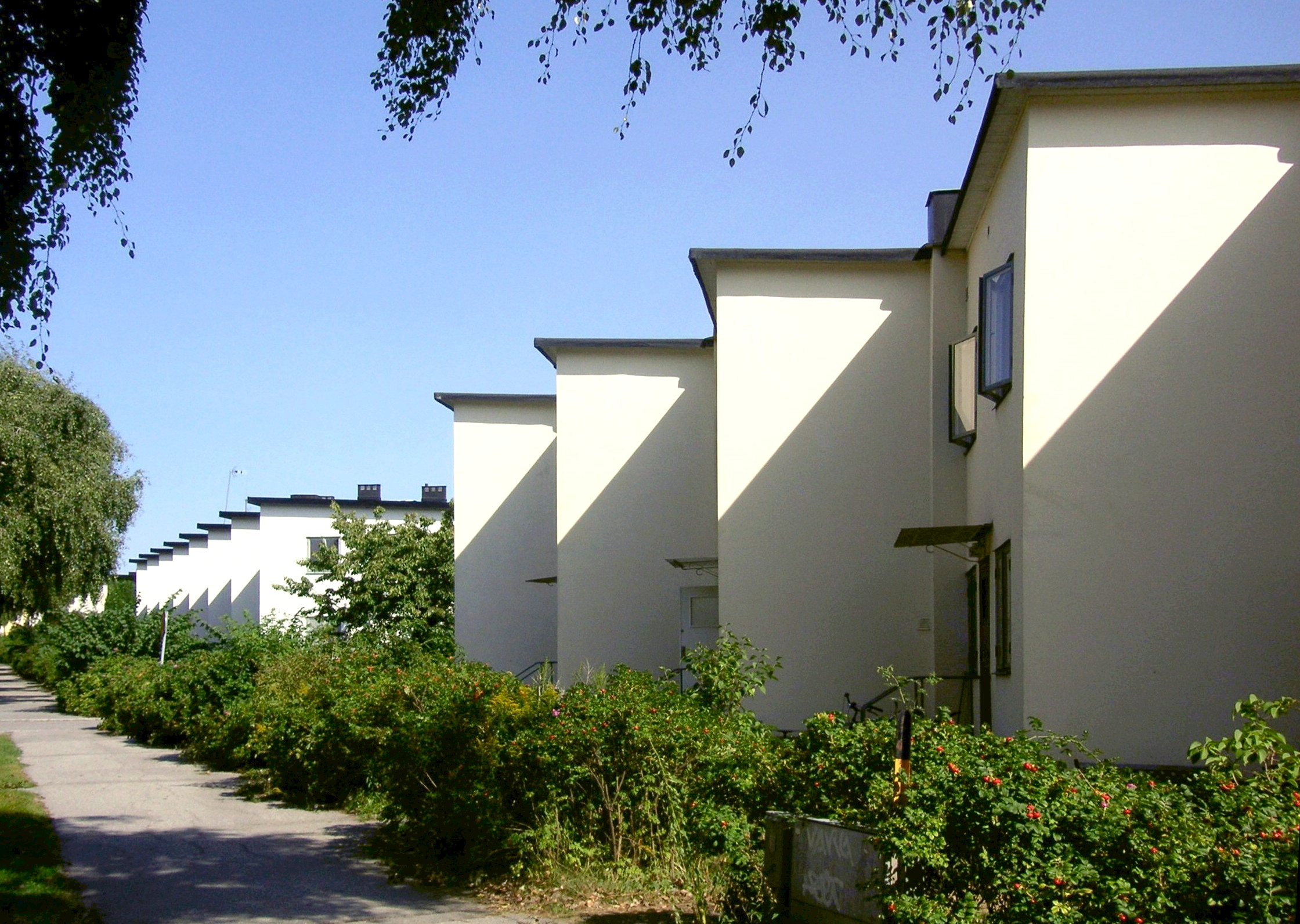
Ålstensgatans radhus, 2007.
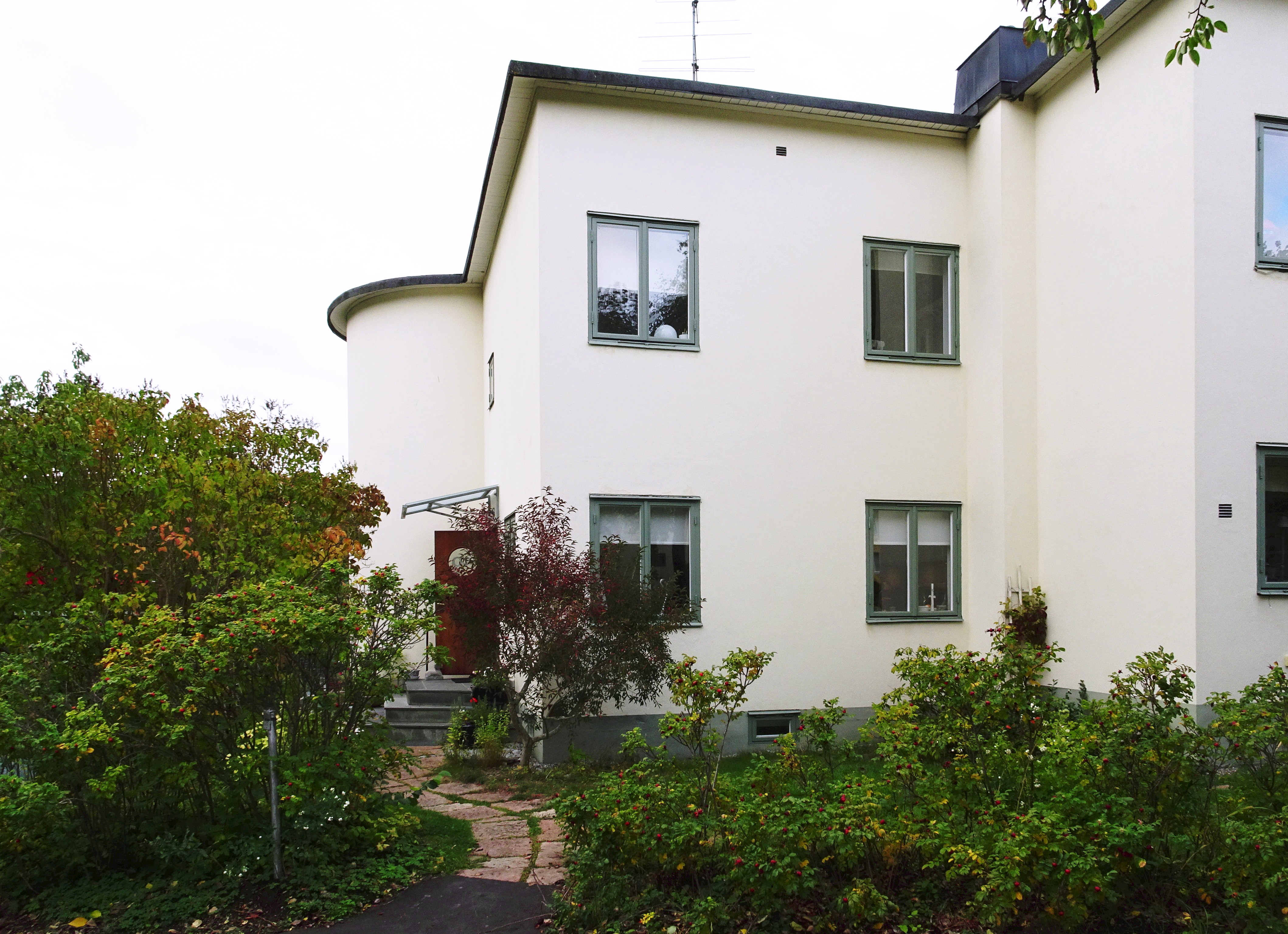
Radhuset vid Ålstensgatan 40, 2018, där Per Albin Hansson bodde.

## Ålstensgatans spårvagnshållplats
På Ålstensgatan finns en hållplats på Nockebybanan, även den benämnd Ålstensgatan.